# علی‌خانلی، شاکی
علی‌خانلی (به لاتین: Alikhanly) یک منطقهٔ مسکونی در جمهوری آذربایجان است که در شهرستان شکی واقع شده‌است.